# Ga Mukaigawara
Ga Mukaigawara (向河原駅 Mukaigawara-eki) là một ga đường sắt vận hành bởi JR East, phục vụ cho Tuyến Nambu nằm ở Nakahara-ku, Kawasaki, Kanagawa, Nhật Bản. Ga Mukaigawara cách ga cuối Kawasaki của Tuyến Nambu 6,6 km.

## Lịch sử
Ga Mukaigawara được mở cửa phục vụ Đường sắt Nambu vào ngày 9 tháng 3 năm 1927. Sau đó được đổi tên thành Nihon-Denki-mae Station (日本電気前駅 Nihon-Denki-mae-eki) vào ngày 5 tháng 8 năm 1940. Cùng với việc quốc hữu hóa của Đường sắt Nambu, nhà ga được đổi lại về tên cũ theo quyết định từ Công ty Đường sắt Chính phủ Nhật Bản (JGR). Tuyến Nambu từ ngày 1 tháng 4 năm 1944, trở thành một phần của hệ thống của Công ty Đường sắt Quốc gia Nhật Bản (JNR) từ năm 1946. Các chuyến vận tải bị chấm dứt vào năm 1973. Cùng với việc cổ phần hóa và phân tách của JNR, JR East bắt đầu vận hành nhà ga này từ 1 tháng 4 năm 1987.

## Các tuyến
- Công ty Đường sắt Đông Nhật Bản
  - Tuyến Nambu

## Bố trí nhà ga
Ga Mukaigawara có hai sàn chờ nằm ở hai bên, giữa là hai đường ray hai chiều (kiểu side platform), kết nối bằng cầu vượt đi bộ. Nhà ga được liên kết vận hành - dạng Ga Kan'i itaku với Công ty cổ phần East Japan Eco Access.

### Sàn chờ
| 1 | ■Tuyến Nambu | Kawasaki                                                |
| 2 | ■Tuyến Nambu | Musashi-Kosugi・Musashi-Mizonokuchi・ NoboritoTachikawa |

## Các ga kế tiếp
| ←      |  | Dịch vụ     |  | →              |
| ------ |  | ----------- |  | -------------- |
| Hirama |  | Tuyến Nambu |  | Musashi-Kosugi |